# Nordvästra Skånes havsområde
Nordvästra Skånes havsområde este o arie protejată (sit de importanță comunitară — SCI, arie de protecție specială avifaunistică — SPA) din Suedia întinsă pe o suprafață de 134.240,8 ha, integral pe uscat.

## Localizare
Centrul sitului Nordvästra Skånes havsområde este situat la coordonatele 56°23′28″N 12°26′13″E / 56.391°N 12.437°E.

## Înființare
Situl Nordvästra Skånes havsområde a fost declarat arie de protecție specială avifaunistică în decembrie 2016 pentru a proteja 43 de specii de animale. Situl a fost protejat și ca sit de importanță comunitară în decembrie 2016.

## Biodiversitate
Situată în ecoregiunile continentală și marină Atlantică, aria protejată conține 2 habitate naturale: Recifuri, Bancuri de nisip acoperite în permanență slab de apă marină.
La baza desemnării sitului se află mai multe specii protejate:
- păsări (40): alca (Alca torda), rață fluierătoare (Anas penelope), rață mare (Anas platyrhynchos), rața moțată (Aythya fuligula), Aythya marila, Branta bernicla, Bucephala clangula, Cepphus grylle, chirighiță neagră (Chlidonias niger), Clangula hyemalis, lebădă de iarnă (Cygnus cygnus), lebădă de vară (Cygnus olor), cufundar polar (Gavia arctica), cufundar mic (Gavia stellata), Larus argentatus, pescăruș sur (Larus canus), pescăruș negricios (Larus fuscus), Larus marinus, pescăruș mic (Larus minutus), pescăruș râzător (Larus ridibundus), rață catifelată (Melanitta fusca), rață neagră (Melanitta nigra), ferestrașul mare (Mergus merganser), Mergus serrator, vultur pescar (Pandion haliaetus), Phalacrocorax aristotelis, cormoran mare (Phalacrocorax carbo), Phalacrocorax carbo sinensis, corcodel-urechiat (Podiceps auritus), corcodel mare (Podiceps cristatus), corcodel-cu-gât-roșu (Podiceps grisegena), eider (Somateria mollissima), lup de mare mic (Stercorarius parasiticus), chiră mică (Sterna albifrons), pescăriță mare (Sterna caspia), chiră de baltă (Sterna hirundo), Sterna paradisaea, chiră de mare (Sterna sandvicensis), călifar alb (Tadorna tadorna), Uria aalge
- mamifere (3): Halichoerus grypus, focă obișnuită (Phoca vitulina), marsuin (Phocoena phocoena)